# Consorzio di tutela Cerasuolo di Vittoria DOCG e Vittoria DOC
Il Consorzio di tutela Cerasuolo di Vittoria DOCG e Vittoria DOC è la società di tutela e valorizzazione che riunisce produttori vinificatori e aziende viticole delle aree di produzione dei citati vini. La sede legale è a Ragusa mentre quella operativa si trova a Vittoria (RG).

## Attività
Il Consorzio di tutela Cerasuolo di Vittoria DOCG e Vittoria DOC è stato riconosciuto dal Ministero delle Politiche Agricole, Alimentari e Forestali (che ha poi assunto la denominazione di Ministero dell'agricoltura, della sovranità alimentare e delle foreste) ai sensi dell’art. 41, comma 1, della legge 12 dicembre 2016 (n. 238). L'ente si occupa di tutelare, promuovere e valorizzare il prodotto, dell'informazione del consumatore nonché della cura generale degli interessi per la DOCG Cerasuolo di Vittoria, Cerasuolo di Vittoria Classico DOCG e per la DOC Vittoria.
Del consorzio fanno parte 36 aziende vinicole e vitivinicole (e 3 di viticoltura) che rappresentano circa l’85% dei produttori delle aree di produzione del vino.
Il 30 gennaio 2024 è stata inaugurata l’Enoteca Regionale di Sicilia – Sede del Sud Est, costituita dal Consorzio di tutela dei vini Cerasuolo di Vittoria Docg e Vittoria Doc, dal Comune di Vittoria e da associazioni di categoria. Si occupa anch'essa della valorizzazione dei vini tramite diverse attività. L'associazione è stata istituita dalla legge regionale n.13 del 2022 ed ha sede a Palazzo Carfì, messo a disposizione dal Comune di Vittoria, il quale ha beneficiato di un contributo di € 200.000,00 da parte della Regione Siciliana per le spese di costituzione e di gestione.

## Contesto storico
Un documento del III secolo a.C. (custodito nel Museo archeologico di Siracusa), ritrovato nei pressi dell’antica Kamarina, attesta la compravendita di un vigneto di circa un ettaro la cui acquirente era una donna proprietaria di una rivendita di vino. Si tratta della più antica testimonianza della vocazione vitivinicola del territorio.
I vitigni dai cui nascono i vini tutelati dal consorzio, sono il frappato e il nero d’Avola, coltivati da secoli in queste aree. Il Cerasuolo di Vittoria è stato uno dei primi vini rossi siciliani ad avere ottenuto il riconoscimento della DOC nel 1973 (con DPR del 29 maggio poi modificato con DM 06.11.1991) e il primo (e tuttora unico) a fregiarsi della DOCG, conseguita con DM 13.09.2005 (G.U. 224 - 26.09.2005) e modificato con DM 30.11.2011. Le origini di questi vini risalgono alla fondazione della città di Vittoria, avvenuta nel 1607. Vittoria Colonna Enriquez Cabrera, vedova del conte di Modica, Luis Enríquez de Cabrera y Mendoza (cugino del Re di Spagna) e fondatrice della città che porta il suo nome, donò poco dopo due ettari di terreno ai primi 75 coloni, a patto che ne coltivassero almeno uno a vigneto, favorendo in questo modo una imponente espansione delle vigne.

## Storia
L'ente nasce dopo la richiesta presentata il 15 aprile 1999 dal Consorzio tutela del vino "Cerasuolo di Vittoria" D.O.C. presso la Camera di commercio di Ragusa. Il Comitato nazionale per la tutela e la valorizzazione delle denominazioni di origine e delle indicazioni geografiche tipiche dei vini espresse parere positivo ed il consorzio inviò, con nota del 4 febbraio 2000, al Ministero delle Politiche Agricole, Alimentari e Forestali, il proprio statuto approvato dall'assemblea straordinaria ed adeguato alla luce delle linee guida dettate in precedenza dal Ministero stesso.
Il consiglio dei ministri constatò che il consorzio nascente attestò la propria rappresentatività nell'ambito della denominazione all'art. 3 del decreto n. 256/1997 e che la stessa risultava al di sopra del limite del 40%. Di conseguenza si evitò la creazione di un consiglio inter-professionale, ai sensi dell'art. 20, comma 4 della legge n. 164/1992. Tutto ciò rese possibile l'assegnazione al consorzio del compito esclusivo di espletare le funzioni di tutela, di valorizzazione, di cura generale degli interessi relativi alla denominazione di origine controllata, e in aggiunta di proposta e di consultazione nei confronti della pubblica amministrazione, ai sensi dell'art. 19, comma 1, primo e secondo periodo, della legge n. 164/1992.

In conseguenza di tutto ciò il Ministero, nel 2001, decretò quanto segue: 
(Gazzetta Ufficiale della Repubblica Italiana, 29 marzo 2001)
Nel 2005, quando il Cerasuolo di Vittoria ottenne anche la Denominazione di origine controllata e garantita, il Consorzio tutela del vino Cerasuolo di Vittoria D.O.C. divenne Consorzio di tutela del vino Cerasuolo di Vittoria DOCG e Vittoria DOC, talvolta abbreviato in Consorzio di tutela del vino Cerasuolo di Vittoria DOCG.
L'ente nel 2023 ha siglato una convenzione con la Banca Agricola Popolare di Sicilia, con il fine di favorire l’accesso al credito delle aziende associate.

## Zona di produzione
Comprende i territori dei seguenti comuni:
- Vittoria, Comiso, Acate, Chiaramonte Gulfi, Santa Croce Camerina, Ragusa nel Libero consorzio comunale di Ragusa
- Niscemi, Gela, Riesi, Butera e Mazzarino nel Libero consorzio comunale di Caltanissetta.
- Caltagirone, Licodia Eubea e Mazzarrone nella Città metropolitana di Catania.

## Dati Produttivi
Vendemmia 2023:
Cerasuolo di Vittoria Docg:
- Ettari vitati: 140
- Uva prodotta: 6.474,78 ql
- Vino vinificato: 4.186,94 hl
- Vino imbottigliato: 558.258 bottiglie

Vittoria Doc:
- Ettari vitati: 78
- Uva prodotta: 4.811,71 ql
- Vino vinificato: 3.310,12 hl
- Vino imbottigliato: 441.349 bottiglie